# XIV Толедський собор
Чотирнадцятий Толедський собор (лат. Concilium Toletanum XIV) зібрався в Толедо 14 листопада 684 року за вестготського короля Ервіга. 

## Історія
Ця нарада єпископів була скликана у відповідь на лист Папи Лева II, що наказує королю, графу Симпліцію, і нещодавно померлому митрополиту Толедо Кирику, скликати спільний собор для підтвердження рішень Шостого Вселенського собору проти монофелітства.
Регіонального синоду, що відбувся в Іспанії за участю представників митрополитів, було недостатньо, і згодом Ервіг скликав генеральний собор через рік та день після розпуску тринадцятого Толедського собору 13 листопада 683 року. На тому соборі через погану погоду були присутні лише єпископи Нарбонської Галлії, Тарраконської Іспанії та Галеції. Ці провінційні делегати схвалювали рішення собору і доносили про них провінційним синодам для подальшого затвердження.
Чотирнадцятий собор швидко затвердив рішення Константинопольського собору та надіслав відповідь папі. Він також висловив загальне попередження людям про те, що у такі доктринальні питання слід насамперед вірити, а не влаштовувати дискусій. Єпископи обговорили ще й інші питання та закрили собор 20 листопада 684 року.